# Malevil (film)
Malevil este un film francez post-apocaliptic din 1981 regizat de Christian de Chalonge. Este adaptarea romanului științifico-fantastic Malevil din 1972 scris de Robert Merle.

## Prezentare
Filmul are loc într-un mic sat numit „Malevil” din centrul Franței. Din cauza unei probleme administrative, primarul, farmacistul, fermierii, comercianții și alți săteni participă la o întâlnire în crama mare a castelului local într-o frumoasă zi însorită de la sfârșitul verii. Cu toate acestea, în timp ce are loc întâlnirea, electricitatea și  radioul se întrerup brusc. Câteva clipe mai târziu, au loc explozii uriașe urmate de fulgerări lungi și violente. Zgomotul, căldura excesivă și umezeala fac ca toată lumea din pivniță să cadă inconștientă.
Supraviețuitorii se trezesc într-o lume arsă în care aproape nimic nu a mai supraviețuit. Ei încep o nouă viață, confruntați cu izolaționism și violență.

## Distribuție
- Michel Serrault⁠(d) : Emmanuel Comte
- Jacques Dutronc⁠(d) : Colin
- Jean-Louis Trintignant : Fulbert
- Jacques Villeret⁠(d) : Momo
- Robert Dhéry⁠(d) : Peyssou
- Hanns Zischler⁠(d) : le vétérinaire
- Pénélope Palmer : Evelyne
- Jean Leuvrais : Bouvreuil
- Emilie Lihou : La Menou
- Jacqueline Parent⁠(d) : Cathy
- Eduard Linkers⁠(d) : Fabrelatre
- Marianik Revillon : Emma
- Guy Saint-Jean : un gendarme
- Bernard Waver : un gendarme
- Reine Bartève : Judith
- Michel Berto⁠(d) : Bébé007

## Producție
Scenariul este bazat pe romanul Malevil din 1972 al scriitorului francez de science-fiction Robert Merle. În ciuda utilizării personajelor cărții, intriga se abate aproape în întregime de la carte. Un final diferit a fost folosit și în film. Merle, care credea că spiritul romanului său a fost denaturat, a cerut ca numele său să nu fie menționat în generic. Astfel, în generic se afirmă că filmul a fost doar inspirat din romanul Malevil (în franceză: inspiré librement du roman Malevil).